# Der rosarote Panther 2
Der rosarote Panther 2 (Originaltitel: The Pink Panther 2) ist eine US-amerikanische Filmkomödie aus dem Jahr 2009. Der Film ist die Fortsetzung von Der rosarote Panther (2006).

## Handlung
In London wird aus der British Library die Magna Carta entwendet, aus der Kathedrale von Turin wird das Grabtuch von Turin gestohlen und in Kyōto wird das kaiserliche Schwert geraubt. An jedem Tatort hinterlässt der Täter eine Visitenkarte, die auf den berüchtigten Kunstdieb „Der Tornado“ schließen lässt.
Inspektor Clouseau, der zuvor von Dreyfus in den Parkuhrendienst versetzt worden war, soll nun zu Ermittlungen nach Japan geschickt werden, um den dortigen Behörden bei den Ermittlungen und der Suche nach den bedeutenden Kunstschätzen behilflich sein. Bereits am Flughafen wird Clouseau allerdings zur Umkehr gezwungen, als die Nachricht verbreitet wird, dass der „Rosarote Panther“, ein Juwel und nationales Symbol Frankreichs, ebenfalls gestohlen wurde. Clouseau wird in eine internationale Ermittlergruppe, das „Dream Team“, beordert, die aus dem italienischen Kriminalisten Vincenzo, dem britischen Ermittler Pepperidge, dem japanischen Polizisten Kenji sowie der Autorin Sonia, die ein Buch über die Verbrechen des unter dem Namen „Tornado“ bekannten Kunstdiebs geschrieben hat, besteht.
Die Gruppe reist nach Rom zu Alonso Avellaneda, der als Hehler Tornados gilt. Doch wenige Stunden nach dessen ergebnisloser Befragung entwendet der Dieb dem Papst im Schlaf seinen Fischerring. Bei der Rekonstruktion der Tat in den päpstlichen Gemächern bringt es Clouseau fertig, die Ermittler vor aller Welt zu blamieren, indem er vor großem Publikum am Petersplatz in päpstlichem Gewand vom Balkon stürzt. Daraufhin wird er aus der Gruppe ausgeschlossen, während die anderen eine Spur verfolgen, die sie zu dem vermeintlichen Täter bringt – dem tot in einem Hotelzimmer liegenden Laurence Milliken. Die im Zimmer gefundenen gestohlenen Gegenstände und ein Abschiedsbrief lassen die Ermittler schlussfolgern, dass er der „Tornado“ gewesen ist. Obwohl der kostbare „Rosarote Panther“ dem Brief zufolge vernichtet worden ist, feiern die Ermittler den Fund der anderen Gegenstände als Erfolg. Clouseau, der nicht an Millikens Täterschaft glaubt, wird öffentlich gedemütigt und wieder in den Parkuhrendienst versetzt. Bei der Gala zur Feier der abgeschlossenen Ermittlungen fällt ihm während seines Diensts das Kennzeichen von Sonias Leihwagen auf, dem er erst kürzlich einen Strafzettel für Falschparken verpasst hatte. Er schließt daraus, dass sich Sonia bereits früher in Paris befunden hat, als sie selber angab. Daraufhin behauptet er, dass Sonia selbst den Diamanten gestohlen habe und im Moment bei sich trage. Aus einer Laune heraus kombinieren die übrigen Ermittler zum Spaß den Tathergang und mögliche Motive Sonias. Doch die anwesende Nicole, eine langjährige Mitarbeiterin Clouseaus, wird misstrauisch und fordert einen Blick in Sonias Handtasche werfen zu dürfen. Der Verdacht, dass Sonia den Edelstein gestohlen hat, bestätigt sich, denn sie zieht eine Waffe und flüchtet. Nach einer Verfolgungsjagd wird sie in die Enge getrieben und droht, den Diamanten zu vernichten. Doch Clouseau hat ihn vor seiner geplanten Abreise nach Japan aus Furcht vor einem Diebstahl gegen ein Duplikat ausgetauscht, das von Sonia zerstört wird. So kann er die Täterin letztendlich festnehmen.
Clouseau wird daraufhin rehabilitiert und heiratet Nicole, die bereits seit langer Zeit heimlich in ihn verliebt ist.

## Hintergrund
Lowell Ganz und Babaloo Mandel überarbeiteten im Januar 2007 das von Scott Neustadter, Michael H. Weber und Steve Martin geschriebene Drehbuch. Die Dreharbeiten begannen am 20. August 2007 und endeten am 2. November 2007. Der Film wurde in Paris, der Vatikanstadt, in Trenton NJ sowie in Bedford, Boston, Chelsea, Ipswich, Westwood und Winchester im US-Bundesstaat Massachusetts gedreht. In Boston entstanden einige Szenen, die in Paris spielen. Der Film feierte seine Weltpremiere in Malaysia am 5. Februar 2009. In den USA war der Film einen Tag später zu sehen. In Deutschland wurde der Film erstmals bei der Berlinale am 13. Februar 2009 vorgeführt. In der Schweiz war er erstmals am 18. Februar 2009 zu sehen. Am 12. März 2009 lief der Film in den deutschen und Schweizer Kinos an, in Österreich einen Tag später. Am Eröffnungswochenende spielte der Film in den USA knapp 11,6 Millionen US-Dollar ein. Insgesamt brachte der Film in den USA Einnahmen in Höhe von über 35,9 Millionen US-Dollar, weltweit wurden Einnahmen in Höhe von über 75,8 Millionen US-Dollar erzielt. Steve Martin entschied sich dafür, dass sein Charakter des Inspektors Clouseau seine Mitarbeiterin Nicole heiraten soll, da alle seine bisherigen Filme, in denen seine Rolle eine Hochzeit feiere, finanziell erfolgreich waren. Obwohl der Film in Frankreich massiv beworben wurde und mit Jean Reno einer der bekanntesten französischen Schauspieler zu sehen ist, war der Film ein finanzieller Flop und wurde in den meisten Kinos lediglich eine Woche lang gezeigt.
Neben Jean Reno übernahmen zwei weitere bekannte französische Personen Rollen in dem Film. Die Schauspielerin Judith Godrèche ist in einem Cameo-Auftritt zu sehen. Zudem spielt der Rock- und Popsänger Johnny Hallyday die Rolle des getöteten Milliken.
Der Regisseur Harald Zwart, der dafür bekannt ist, Gegenstände aus seiner Heimatstadt in seinen Filmen zu platzieren, ließ eine Flagge des Fußballvereins Fredrikstad FK am Rucksack der Söhne von Ponton befestigen.
Die Rolle des Dreyfus übernahm nicht wie im ersten Teil Kevin Kline, sondern John Cleese.

## Kritiken
Das Urteil der Redaktion von Cinema lautet: „Die von Harald Zwart (Eine Nacht bei McCool’s) inszenierte Gag-Revue setzt auf die gleichen Zutaten wie Teil 1 – wirkt dabei aber um einiges frischer. Das präzise Timing, grotesker Slapstick und die Spielfreude der Darsteller – allen voran John Cleese als Chefinspektor Dreyfus – sorgen für ein aberwitziges Vergnügen. Fazit: Die irrwitzige Zerstörungsorgie ist deutlich besser als ihr Vorgänger. Blake Edwards' Original-„Panther“ aus dem Jahr 1963 wird aber wohl auf ewig unerreicht bleiben.“
Björn Helbig zog auf Filmstarts folgendes Fazit: „Letztendlich bleibt bei „Der rosarote Panther 2“ trotz des Wechsels auf dem Regiestuhl alles beim Alten. Jeder Kritikpunkt an „Der rosarote Panther“ hat auch für die Fortsetzung seine Gültigkeit. Ungeachtet des Klamauks, der vielen vorhersehbaren Gags und einer alles andere als überraschend zu nennenden Story, hat auch der zweite Teil einen gewissen Charme.“
OutNow.CH resümierte: „The Pink Panther 2 wartet nicht mit grossen Überraschungen, Handlungstwists oder extrem coolen Spezialeffekten auf. Dennoch ist das Filmchen lustig anzusehen und bringt zwischendurch zum Lachen. Gerade richtig um den Kopf freizukriegen und sich zu amüsieren.“
Das Lexikon des internationalen Films schrieb, der Film sei eine „Fortsetzung der „Clouseau“-Neuauflage, die in der Interpretation des Hauptdarstellers kaum mehr zu bieten hat als einen harmlos schrägen „dummen August“. Dessen Mätzchen und Slapstick-Nummern sind zwar unterhaltsam, aber ohne rechten Biss. Auch das erstklassige Ensemble der Nebendarsteller steuert als Stichwortgeber nur wenig an Esprit bei.“

## Nominierungen und Auszeichnungen
Alfred Molina wurde 2009 für den ALMA Award nominiert. Steve Martin wurde 2010 für eine Goldene Himbeere in der Kategorie „schlechtester Schauspieler“ nominiert. Zudem erhielt der Film eine Nominierung für eine Goldene Himbeere in der Kategorie „schlechteste Neuverfilmung oder Fortsetzung“.